# Aquilegia brevicalcarata
Aquilegia brevicalcarata là một loài thực vật có hoa trong họ Mao lương. Loài này được Kolok. mô tả khoa học đầu tiên năm 1956.